# C/1998 J1
C/1998 J1 (SOHO) 또는 소호 혜성(Comet SOHO)은 1998년 발견된 혜성으로 당시 발견되었을 때 밝기는 +0등성이었다. 일본의 아마추어 천문가 요시다 세이이치의 분석 자료에 의하면, 최대 밝기는 -1.7등성이었으며, 관측 자료 중에서의 최대밝기는 +0등성 부근이었다.